# Umberto Crudeli
Umberto Crudeli (Macerata, 30 maggio 1878 – Ascoli Piceno, 14 settembre 1959) è stato un matematico e fisico italiano.

## Biografia
Iniziato il primo triennio di studi in ingegneria a Pisa, completò il biennio a Roma, laureandosi nel 1901, quindi si iscrisse a matematica, laureandosi, con Vito Volterra, nel 1908, divenendone assistente fino al 1914, quando conseguì la libera docenza in fisica matematica presso l'Università di Roma.
Dal 1914 al 1924, fu, in questa università, incaricato degli insegnamenti di analisi superiore, analisi algebrica e infinitesimale, geodesia teorica e meccanica superiore, mentre, conseguito l'ordinariato in meccanica razionale nel 1925, prese servizio all'Università di Messina fino al 1928, quando passò, come tale, all'Università di Cagliari, rimanendovi fino al 1934, quando passò all'Università di Palermo, quindi, nel 1935, a quella di Napoli ove rimase fino al 1945, allorché ritornò nuovamente all'Università di Palermo che poi, per raggiunti limiti d'età, lo nominò, nel 1948, professore emerito.
La sua attività di studio e di ricerca, riguardò prevalentemente la fisica matematica, con particolare riguardo alla meccanica dei fluidi, di cui fu autore di un certo numero di lavori notevoli sia per l'originalità della trattazione che per la novità dei risultati, riguardanti la teoria delle figure di equilibrio di fluidi rotanti e sue applicazioni all'astronomia.
Si dedicò pure a varie problematiche di meccanica analitica, teoria del potenziale, meccanica celeste, teoria dell'elasticità, geometria differenziale e sue applicazioni alle nuove teorie relativistiche. Fu inoltre uno dei pochi fisici matematici della vecchia guardia, a prestare attenzione, con fiducioso interesse e curiosità, alla nuova meccanica atomica.